# Aartsvijand
Een aartsvijand is de grootste vijand van een persoon of groep personen. De term wordt voor diverse situaties gebruikt, bijvoorbeeld in politiek, internationale betrekkingen en sport. 
In fictie is het vaak een personage, doorgaans de meest beruchte tegenstander van de held. Als schurk is de aartsvijand bekender dan de andere slechteriken. Binnen het verhaal (of de verhalencyclus) kunnen er verschillende redenen zijn waarom uitgerekend deze schurk als aartsvijand wordt beschouwd. Mogelijke redenen zijn een diepe haat jegens de held of een reeks traumatische ervaringen die de schurk heeft veroorzaakt bij de held. Ook kan de aartsvijand eenvoudigweg de meest volhardende tegenstander van de held zijn, of een van de weinigen die hem kan evenaren.

## Voorbeelden in fictie

### Literair
- De Sheriff van Nottingham is de aartsvijand van Robin Hood, die in vrijwel elke versie van het verhaal op de held jaagt.
- Kapitein Haak is de aartsvijand van Peter Pan: Haak koestert een pure haat jegens Peter (met name sinds die zijn hand afhakte en aan een krokodil voerde) en wil niets liever dan hem verslaan en doden.
- Professor Moriarty wordt over het algemeen beschouwd als de aartsvijand van Sherlock Holmes: het is een van de weinige tegenstanders van Holmes die hem qua intelligentie evenaart, en bovendien de machtigste (en dus de gevaarlijkste) van allemaal.
- Ernst Stavro Blofeld is de aartsvijand van James Bond: hij is Bonds meest ongrijpbare tegenstander en heeft de dood van Bonds vrouw op zijn geweten.
- Voldemort is de aartsvijand van Harry Potter: hij heeft de dood van Harry's ouders op zijn geweten en is indirect ook verantwoordelijk voor de dood van vele anderen. Maar bovenal hebben Harry en Voldemort een mentale verbintenis, die ertoe leidt dat een van hen de ander uiteindelijk moet doden.

### Strips
- Lex Luthor is de aartsvijand van Superman: hoewel er meerdere versies van de oorzaak zijn, koestert Luthor vrijwel altijd een bittere haat jegens Superman. In sommige versies is hij ook verantwoordelijk voor de creatie van andere vijanden van Superman.
- The Joker is de aartsvijand van Batman: Batman is somber, donker en redelijk, waarop de kleurrijke, humoristische en krankzinnige Joker de tegenpool vormt. Bovendien wil de The Joker ook echt Batmans aartsvijand zijn, en is hij van mening dat hij zonder Batman niet zou kunnen bestaan. In de loop der jaren heeft hij Batman en zijn bondgenoten al enkele zware verliezen toegebracht.
- Joe, William, Jack en Averell Dalton zijn de aartsvijanden van Lucky Luke: ze ontsnappen voortdurend, waarna Luke hen telkens weer moet arresteren. Joe Dalton haat Lucky Luke zo intens dat hij niets liever wil dan hem vermoorden.
- Krimson is de aartsvijand van Suske en Wiske: hij is hun vaakst terugkerende tegenstander, met als doel de wereldheerschappij.
- Magneto is de traditionele aartsvijand van de X-men, omdat zijn doelen veel radicaler zijn. Desondanks heeft Magneto ook meerdere keren samengewerkt met hen.
- Green Goblin, Venom en Dr. Octopus worden alle drie als aartsvijanden van Spider-Man beschouwd.
- Roberto Rastapopoulos wordt vaak beschouwd als de aartsvijand van Kuifje.
- Abomination, Leader en Thunderbolt Ross zijn beschouwd als de aartsvijanden van de Hulk.
- Shredder, en aartsvijand Teenage Mutant Ninja Turtles.

### Televisie
- In de televisieseries en strips over Paulus de boskabouter is de heks Eucalypta Paulus' aartsvijand: ze bedenkt de ene valse streek na de andere om Paulus te kwellen.
- Dolf de Kraai is de aartsvijand van Alfred J. Kwak: Dolf begint als Alfreds rivaal en kwelgeest op school en eindigt als een meedogenloze crimineel en dictator, die echter altijd weer door Alfred verslagen wordt.
- Khan Noonien Singh is de aartsvijand van James T. Kirk in Star Trek.
- Doctor Claw is de aartsvijand van Inspector Gadget: er zijn maar weinig afleveringen van de serie waarin Claw niet voorkomt, maar hij ontsnapt (vrijwel) altijd.
- Eric Cartman is de aartsvijand van Kyle Broflovski: hoewel de twee jongetjes veel samenspelen wil Cartman niets liever dan Kyle vernederen. Ook kan hij het niet laten om Kyle vanwege zijn Joodse afkomst te discrimineren. Soms wil hij Kyle zelfs vermoorden.
- In de serie Doctor Who worden zowel de Daleks als de Master beschouwt als aartsvijanden van de Doctor.

### Film
- De Sith zijn al millennialang de tegenhangers en dus aartsvijanden van de Jedi.
- King Ghidorah is de aartsvijand van Godzilla.
- Agent Smith is de aartsvijand van Neo.
- Bluto is de aartsvijand van Popeye.
- Elmer Fudd, Tasmanian Devil en Yosemite Sam zijn de aartsvijanden van Bugs Bunny.

### Videogames
- Bowser is de aartsvijand van Mario en ontvoert continu diens grote liefde.
- Ganon is de aartsvijand van Link.